# Nicole Schumacher
Nicole Schumacher (* 26. März 1979 in Oberhausen) ist eine ehemalige deutsche Fußballschiedsrichterin.
Schumacher war in ihrer Jugend eine erfolgreiche Leichtathletin. Mit mäßigem Erfolg spielte sie bei Glückauf Sterkrade in der Kreisliga Fußball. 1998 machte sie zusammen mit ihrem Bruder Karl-Markus einen Schiedsrichterlehrgang und begann in Juniorenligen zu pfeifen.
2001 wurde sie DFB-Schiedsrichterin und leitete seitdem Spiele der Frauen-Bundesliga. Am 20. Mai 2004 leitete sie das DFB-Pokalfinale zwischen dem 1. FFC Turbine Potsdam und dem 1. FFC Frankfurt. 2007 wurde sie zur FIFA-Schiedsrichterin befördert. Außerdem wurde sie in der Saison 2007/08 in der Männer-Regionalliga als Schiedsrichterin und in der 2. Männer-Bundesliga als Schiedsrichter-Assistentin eingesetzt.
Im Jahr 2008 beendete Nicole Schumacher ihre Schiedsrichter-Karriere aus persönlichen Gründen. Ihr letzter Einsatz war am 2. Juni 2008 in der Fußball-Oberliga Westfalen bei dem Spiel Preußen Münster gegen Rot Weiss Ahlen II.
Schumacher ist hauptberuflich Polizistin.